# Ryder Jones
Pour les articles homonymes, voir Jones.
Ryder McKinley Jones (né le 7 juin 1994 à Seattle, Washington, États-Unis) est un joueur de troisième but des Diamondbacks de l'Arizona de la Ligue majeure de baseball.

## Carrière
Ryder Jones est réclamé au 2e tour de sélection par les Giants de San Francisco lors du repêchage amateur de 2013. 
Il fait ses débuts dans le baseball majeur avec San Francisco le 24 juin 2017.